# Francesco Lieto
Francesco Lieto (Como, 12 luglio 1894 – ...) è stato un calciatore italiano, di ruolo terzino.

## Carriera
Disputa le prime tre stagioni ufficiali nella storia del Como nel ruolo di terzino, compie l'esordio il 17 novembre 1912 nella partita Como-Brescia (5-0). e 